# Мариаппа, Эдриан
Э́дриан Джо́зеф Мариа́ппа (англ. Adrian Joseph Mariappa; 3 октября 1986 года, Харроу, Большой Лондон, Великобритания) — ямайский футболист, защитник английского клуба «Уилдстон» и сборной Ямайки.

## Карьера

### Уотфорд
Свой первый профессиональный контракт с клубом Мариаппа подписал летом 2005 года. Эдриан не был игроком основы и в сезоне 2005-06 появился на поле всего 3 раза. Но и без его помощи клуб сумел пробиться в Премьер-лигу. Свой первый матч в высшем дивизионе Мариаппа провёл против «Эвертона», но был заменён в перерыве и не выходил на поле вплоть до декабря, когда в выездном матче против «Ньюкасла» травму получил правый защитник Уотфорда Джеймс Чемберс. Мариаппа заменил его и регулярно играл на этой позиции до конца сезона. В следующем сезоне Мариаппа вновь стал не нужен и появился на поле лишь 13 раз. Всё изменилось, когда руководство клубом принял английский тренер Эдриан Ботройд. При нём Мариаппа стал игроком основного состава и начал регулярно играть, а 12 сентября 2009 года впервые надел капитанскую повязку. В составе «Уотфорда» Мариаппа непрерывно выходил на поле в течение 113 матчей. Эта серия завершилась 19 марта 2011 года матчем с «Мидлсбро» и стала четвёртой по длительности в истории клуба.
Хорошую игру защитника заметили клубы Премьер-лиги. «Ньюкасл Юнайтед» и «Уиган Атлетик» в январе 2012 пытались приобрести игрока, но сделки не состоялось. Тем не менее в конце сезона Эдриан Мариаппа всё же сменил клуб.

### Рединг
В летнее трансферное окно 2012 года права на игрока были приобретены новичком Премьер-лиги «Редингом», искавшим усиления. Сделка оценивается в 2 миллиона фунтов. Мариаппа заключил с клубом 3-летний контракт и получил «6» номер. Тренер «Рединга» Брайан Макдермотт так прокомментировал этот переход:
«Эдриан — игрок с характером, фантастическим характером. Он уже очень давно с успехом выступает за „Уотфорд“. Для все ещё молодого человека он провёл много матчей, он быстр и должен хорошо вписаться в выстраиваемую нами команду».

### Кристал Пэлас
2 сентября 2013 года Мариаппа перешёл в только что вышедший в Премьер-лигу «Кристал Пэлас», подписав трёхлетний контракт.

### Возвращение в Уотфорд
Летом 2016 года Мариаппа вернулся в «Уотфорд», заключив 30 августа контракт на три года.

## Международная карьера
Отец Эдриана Мариаппы — уроженец островов Фиджи, что давало игроку право выступать за сборную этой страны. В 2010 году он даже был назвал в числе 50 игроков, определённых к подготовке к Тихоокеанскому первенству, но в итоговую заявку не попал. Родители матери — ямайцы, поэтому игрок присоединился к сборной Ямайки по футболу. Дебютный матч состоялся 9 июня 2012 года против сборной Гватемалы, завершившийся победой 2:1.

## Статистика выступлений

### Клубная статистика
| Клуб             | Сезон            | Лига  | Лига | Кубок Англии | Кубок Англии | Кубок лиги | Кубок лиги | Другие | Другие | Всего | Всего |
| Клуб             | Сезон            | Матчи | Голы | Матчи        | Голы         | Матчи      | Голы       | Матчи  | Голы   | Матчи | Голы  |
| ---------------- | ---------------- | ----- | ---- | ------------ | ------------ | ---------- | ---------- | ------ | ------ | ----- | ----- |
| Уотфорд          | 2005/06          | 3     | 0    | 0            | 0            | 2          | 0          | 0      | 0      | 5     | 0     |
| Уотфорд          | 2006/07          | 19    | 0    | 5            | 0            | 1          | 0          | 0      | 0      | 25    | 0     |
| Уотфорд          | 2007/08          | 25    | 0    | 2            | 0            | 2          | 0          | 1      | 0      | 30    | 0     |
| Уотфорд          | 2008/09          | 39    | 1    | 3            | 0            | 5          | 0          | 0      | 0      | 47    | 1     |
| Уотфорд          | 2009/10          | 46    | 1    | 1            | 0            | 2          | 0          | 0      | 0      | 49    | 1     |
| Уотфорд          | 2010/11          | 45    | 1    | 2            | 0            | 2          | 0          | 0      | 0      | 49    | 1     |
| Уотфорд          | 2011/12          | 39    | 1    | 2            | 0            | 1          | 0          | 0      | 0      | 42    | 1     |
| Рединг           | 2012/13          | 29    | 1    | 2            | 0            | 1          | 0          | 0      | 0      | 32    | 1     |
| Рединг           | 2013/14          | 0     | 0    | 0            | 0            | 1          | 0          | 0      | 0      | 1     | 0     |
| Кристал Пэлас    | 2013/14          | 24    | 1    | 2            | 0            | 0          | 0          | 0      | 0      | 26    | 1     |
| Кристал Пэлас    | 2014/15          | 12    | 0    | 2            | 0            | 2          | 0          | 0      | 0      | 16    | 0     |
| Кристал Пэлас    | 2015/16          | 3     | 0    | 1            | 0            | 3          | 0          | 0      | 0      | 7     | 0     |
| Уотфорд          | 2016/17          | 7     | 0    | 1            | 0            | 0          | 0          | 0      | 0      | 8     | 0     |
| Уотфорд          | 2017/18          | 17    | 0    | 1            | 0            | 1          | 1          | 0      | 0      | 19    | 1     |
| Всего за карьеру | Всего за карьеру | 308   | 6    | 24           | 0            | 23         | 1          | 1      | 0      | 356   | 7     |

### Статистика за сборную
| Национальная сборная | Год   | Матчи | Голы |
| -------------------- | ----- | ----- | ---- |
| Ямайка               | 2012  | 6     | 0    |
| Ямайка               | 2013  | 9     | 0    |
| Ямайка               | 2014  | 4     | 0    |
| Ямайка               | 2015  | 16    | 1    |
| Ямайка               | 2016  | 7     | 0    |
| Всего                | Всего | 42    | 1    |